# Al-Damiri
Muḥammad ibn Mûsâ Kamâl ad-Dîn ad-Damîrî, ou al-Damîrî, né au Caire en 1341/42 (an 742 de l'Hégire), mort dans la même ville le 27 octobre 1405 (an 808 de l'Hégire), est un théologien et juriste musulman de l'école chaféite. Il est surtout célèbre pour un gros traité en forme de dictionnaire consacré aux espèces animales présentes dans le Coran et la littérature arabo-musulmane, Ḥayât al-ḥayawân (La vie des animaux).

## Vie et œuvre
Le nom d'origine al-Damîrî vient du toponyme Damîrâ, qui désigne deux villages dans le gouvernorat de Gharbeya. Il exerça d'abord la profession de tailleur, mais était visiblement un grand lecteur, et suivit les cours de plusieurs éminents professeurs en sciences religieuses islamiques. Devenu lui-même maître accompli de théologie, jurisprudence et philologie, il enseigna dans plusieurs illustres madâris, comme la Rukniyya de Damas, ou al-Azhar au Caire. Mystique soufi, il était connu pour son ascétisme, ses prières et ses jeûnes, et fit six fois le pèlerinage de La Mecque.
De son ouvrage Ḥayât al-ḥayawân, travail de jeunesse (terminé vers 1371), où il a collecté toutes les informations qu'il pouvait sur les animaux cités dans le Coran et dans la littérature arabe classique, il existe trois versions : une longue (al-kubrâ), une moyenne (al-wusṭâ), une brève (al-ṣughrâ). Il traite en tout de 931 animaux en citant 807 auteurs, tous en arabe mais parfois traduits d'autres langues, notamment le grec et le persan. Les articles (au nombre de 1 069, car il y a des synonymes, et des animaux imaginaires, comme le bouraq) sont classés par ordre alphabétique et divisés typiquement en sept parties : étude lexicologique et grammaticale du nom de l'animal ; description de l'animal selon les auteurs de référence, notamment Aristote et al-Jahiz ; présence de l'animal dans la tradition musulmane ; considérations juridico-théologiques sur l'animal (par exemple si l'on peut manger sa chair) ; les proverbes existant à propos de l'animal (principalement d'après le Majma' al-amthâl d'Ahmad ibn Muhammad al-Maydânî) ; l'usage médicinal des produits dérivés de l'animal ; l'interprétation des rêves dans lesquels l'animal apparaît. Ce schéma est surtout appliqué pour les animaux principaux.
La valeur scientifique de l'ouvrage est en fait assez faible, car il s'agit d'une simple compilation non critique d'informations ou traditions recueillies dans de nombreux textes plus anciens (surtout grecs ou arabes), sans aucune observation personnelle ajoutée. Sa valeur littéraire et culturelle est beaucoup plus grande : c'est une mine d'informations sur les traditions anciennes et le folklore, avec des digressions variées (notamment une très longue sur l'histoire du califat à l'article iwazz, « oie »), le tout écrit dans un bel arabe classique.
Le pasteur orientaliste français Samuel Bochart cita abondamment le livre d'al-Damîrî pour son Hiérozoicon, un grand traité sur les animaux mentionnés dans la Bible qu'il fit publier à Londres en 1663. Arabisant consommé, il avait eu accès à deux versions différentes de la 'Ḥayât al-ḥayawân : un manuscrit que lui avait procuré Claude Saumaise en 1646 (dont on ne sait ce qu'il est devenu) ; un autre (contenant la version longue) qui faisait partie de manuscrits que le cardinal Mazarin fit venir d'Orient en 1648 (Bochart se fit prêter le manuscrit par Gabriel Naudé, bibliothécaire du cardinal, et il profita de la dispersion de la bibliothèque par ordre du Parlement de Paris, fin 1651, Mazarin étant en fuite, pour le garder définitivement. C'est aujourd'hui le ms. 188 ou in-4°3  de la Bibliothèque municipale de Caen, qui présente aussi une notice  d'Antoine Galland.
François Pétis de La Croix a laissé en manuscrit une traduction française de l'ouvrage. Il en existe d'autre part une traduction anglaise partielle imprimée, réalisée par Atmaram Sadashiv G. Jayakar, officier de l'armée anglaise des Indes (Londres et Bombay, 1906-08 : vol. I et II, part. 1).
Al-Damiri est aussi l'auteur d'un commentaire en quatre livres du Minhâj al-tâlibîn d'al-Nawawi, et d'un commentaire en cinq livres de la Sunan d'Ibn Maja.